# Phrynobatrachus scheffleri
Phrynobatrachus scheffleri är en groddjursart som först beskrevs av Fritz Nieden 1911.  Phrynobatrachus scheffleri ingår i släktet Phrynobatrachus och familjen Phrynobatrachidae. IUCN kategoriserar arten globalt som livskraftig. Inga underarter finns listade i Catalogue of Life.